# Kill Me, Kiss Me
Pour les articles homonymes, voir Kill Me et Kiss Me (homonymie).
Pour l'album du groupe Hangry & Angry, voir Kill Me Kiss Me (album).
Kill Me, Kiss Me est un manhwa de Lee Young-yoo en 5 volumes. 
- Éditeur original : Daiwon, 2000-2002.
- Éditeur français : Saphira, février 2004 - janvier 2005.

Considéré par les fans comme original — bien que des thèmes récurrents y soient abordés —, Kill me Kiss me se déroule sur un fond de fan-club, de bishōnen et de violence, racontant des péripéties de l'amour et de l'amitié. 

## L'histoire
Tae-Yon Im, jeune étudiante coréenne, a un cousin, Jung-Woo. Tous deux se ressemblent comme des jumeaux, bien que de sexe différent. Tae propose un marché à Jung-Woo: échanger leur place dans leurs établissements respectifs, chacun se faisant passer pour l'autre, car dans le lycée de Jung-Woo se trouve un beau et ténébreux mannequin, Kun Kang, qui est la coqueluche de Tae... Cette dernière va donc se travestir et passer une semaine dans un lycée pour garçons. Elle croisera sur sa route le voyou Ga-Woon Kim, meilleur ami de Kun. Ga-Woon Kim commencera par la battre, croyant régler un compte avec son cousin-sosie Jung-Woo. Tae découvrira plus tard que c'est un garçon sensible, en dépit de sa violence.
Entre-temps, Jung-Woo se fait remarquer par une fille garçon manqué, Que-Min Gun, qui tombe amoureuse de lui malgré le caractère peu chaleureux du jeune héros. Elle est convoitée par un chef de gang notoire, Ghoon-Hahm Che. Elle accepte ses avances pour protéger Jung-Woo, qui attire les coups des brutes...